# اقتصاد فنلندا
فنلندا لديها اقتصاد مختلط صناعي عالي شديد التنوع، مع معدل دخل الفرد مساوي لغيرها من الاقتصادات الغربية مثل اقتصاد فرنسا، اقتصاد ألمانيا، اقتصاد السويد أو اقتصاد المملكة المتحدة. وأكبر قطاع من قطاعات الاقتصاد بها هو قطاع الخدمات حوالي 68% في المئة منه تقريبًا، تليها الصناعات التحويلية والتكرير بنسبة 29%، والقطاع الأولي 2.9 في المئة.
فيما يتعلق بالتجارة الخارجية، فإن القطاع الاقتصادي الرئيسي هو التصنيع. أكبر الصناعات هي الإلكترونيات (21.6%) والآلات والمركبات وغيرها من المنتجات المعدنية المهندسة (21.1%)، وصناعة الأخشاب (13.1%)، والمواد الكيميائية (10.9%). لدى فنلندا صناعات خشبية والعديد من موارد المياه المعدنية والمياه العذبة. تعتبر الغابات ومصانع الورق والقطاع الزراعي (الذي ينفق عليه دافعو الضرائب حوالي ملياري يورو سنويًا) حساسة من الناحية السياسية لسكان الريف. تولّد منطقة هلسنكي الكبرى حوالي ثلث الناتج المحلي الإجمالي.
في مقارنة أجرتها منظمة التعاون الاقتصادي والتنمية عام 2004، احتلت الصناعات التكنولوجية المتقدمة في فنلندا المرتبة الثانية بعد أيرلندا. صُنفت الخدمات كثيفة المعرفة أيضًا على أنها القطاعات الأصغر والأبطأ نموًا -ولا سيما الزراعة والتصنيع ذات التكنولوجيا المنخفضة- في المرتبة الثانية بعد أيرلندا. كان الاستثمار دون المتوقع. كانت النظرة العامة على المدى القصير جيدة ونمو الناتج المحلي الإجمالي أعلى من نظرائه في الاتحاد الأوروبي. تمتلك فنلندا رابع أكبر اقتصاد للمعرفة في أوروبا، بعد السويد والدنمارك والمملكة المتحدة. يتصدر اقتصاد فنلندا تصنيف تقرير تكنولوجيا المعلومات العالمي لعام 2014 الصادر عن المنتدى الاقتصادي العالمي للإنتاج المتضافر بين قطاع الأعمال والإنتاج العلمي والمساعدة الحكومية في الاتصالات وتكنولوجيا المعلومات.
تندمج فنلندا بدرجة عالية في الاقتصاد العالمي، وتشكل التجارة الدولية ثلث الناتج المحلي الإجمالي. يمثل التبادل التجاري مع الاتحاد الأوروبي 60% من إجمالي التجارة. أكبر التدفقات التجارية هي مع ألمانيا وروسيا والسويد والمملكة المتحدة والولايات المتحدة وهولندا والصين. يدير الاتحاد الأوروبي السياسة التجارية لفنلندا التي كانت من داعمي التجارة الحرة، باستثناء الزراعة. فنلندا هي الدولة الأوروبية الشمالية الوحيدة التي انضمت لمنطقة اليورو؛ احتفظت الدنمارك والسويد بعملاتهما المحلية، في حين لم تنضم آيسلندا ولا النرويج للاتحاد الأوروبي من الأساس.
احتلت فنلندا المركز السادس في مؤشر الابتكار العالمي عام 2023، ما يجعلها سادس دولة في العالم في مجال الابتكار. وقد عادت إلى هذا المركز بعد أن تراجعت إلى المركز السابع عام 2020، ثم تراجعت للمركز السابع في مؤشر عام 2024.

## التاريخ
بحكم بعدها جغرافيًا عن أوروبا الوسطى مقارنة ببلدان الشمال الأخرى، عانت فنلندا صناعيًا باستثناء صناعة الورق التي استبدلت جزئيًا تصدير الأخشاب كمواد خام في نهاية القرن التاسع عشر. بما أنها كانت بلدًا فقيرًا نسبيًا، فقد كانت فنلندا عرضة للصدمات التي يتعرّض لها الاقتصاد مثل المجاعة الكبرى في الفترة بين عامي 1867 و1868، والتي قضت على 15% من السكان. حتى الثلاثينيات من القرن الماضي، كان الاقتصاد الفنلندي في الغالب زراعيًا، وفي أواخر الخمسينيات، كان أكثر من نصف السكان و40% من الإنتاج ما يزالون في القطاع الأساسي.

### بعد الحرب العالمية الثانية
كانت حقوق الملكية في فنلندا قوية. في الوقت الذي شكلت في فرنسا والمملكة المتحدة لجان للتأميم، تجنبته فنلندا. بعد تجارب فاشلة مع الحمائية، خففت فنلندا القيود التجارية وأبرمت اتفاقية تجارة حرة مع المجتمع الأوروبي عام 1973، ما جعل أسواقها أكثر تنافسية. توسعت أسواق التعليم المحلية وتوجه عدد متزايد من الفنلنديين إلى الخارج للدراسة في الولايات المتحدة أو أوروبا الغربية، ما أعاد إلى البلد مهارات متقدمة. كان هناك تعاون ائتماني واستثماري شائع لكن براغماتي بين الدولة والشركات في فنلندا، على الرغم من أن الريبة والحذر كانا يحكمان تلك العلاقة. كان الدعم للرأسمالية منتشرًا على نطاق واسع. وصلت معدلات الادخار لتصبح بين أعلى المعدلات في العالم فبلغت حوالي 8% حتى الثمانينيات من القرن الماضي. في بداية السبعينيات، وصل نصيب الفرد من إجمالي الناتج المحلي في فنلندا إلى مستوى اليابان والمملكة المتحدة. تتشارك التنمية الاقتصادية في فنلندا بالعديد من الجوانب مع الدول الآسيوية التي تقودها الصادرات. مكّنت سياسة الحياد الرسمية فنلندا من التجارة مع كل من الأسواق الغربية وأعضاء مجلس التعاضد الاقتصادي، كما كان التبادل التجاري كبيرًا مع الاتحاد السوفييتي لكن الأمر لم يتطور لتعتمد فنلندا عليه.

### تحرير الاقتصاد
كدول الشمال الأخرى، حررت فنلندا نظامها الاقتصادي منذ أواخر الثمانينيات. عُدّلت القوانين المنظمة للأسواق المالية وأسواق السلع. خُصخصت بعض المؤسسات الحكومية وغُيّرت بعض معدلات الضرائب. عام 1991، وقع الاقتصاد الفنلندي في ركود حاد. كان السبب مزيجًا من الإنهاك الاقتصادي (يرجع إلى حد كبير لتغيير القوانين المصرفية عام 1986، الأمر الذي جعل الائتمان أكثر سهولة)، وركود الأسواق مع الشركاء التجاريين الرئيسيين (لا سيما الأسواق السويدية والسوفييتية) وكذلك الأسواق المحلية، وبطء النمو مع الشركاء التجاريين الآخرين، واختفاء التجارة الثنائية مع الاتحاد السوفييتي. انخفضت أسعار الأسهم والسوق بنسبة 50%. استند النمو في الثمانينيات إلى الاستدانة، وعندما بدأت عمليات التخلف عن السداد بالانتشار، انخفض الناتج المحلي الإجمالي بنسبة 13% وزادت البطالة من صفر بالمئة أي توظيف كامل، إلى خُمس القوى العاملة. تفاقمت الأزمة بسبب معارضة النقابات لأي إصلاحات. جاهد السياسيون لخفض الإنفاق لكن الدين العام تضاعف ليبلغ حوالي 60% من الناتج المحلي الإجمالي. ارتكز معظم النمو الاقتصادي في الثمانينات على الاستدانة، وأدت حالات التخلف عن سداد الديون إلى أزمة مدخرات وقروض. استُخدم ما مجموعه أكثر من 10 مليارات يورو لإنقاذ البنوك المتعثرة، ما أدى إلى تعزيز القطاع المصرفي. بعد تخفيض قيمة العملة، بلغ الكساد ذروته عام 1993.

### الاتحاد الأوروبي
انضمت فنلندا إلى الاتحاد الأوروبي عام 1995. حصل البنك المركزي على تفويض لاستهداف التضخم حتى تنضم فنلندا إلى منطقة اليورو. يعتبر معدل النمو من أعلى معدلات دول منظمة التعاون الاقتصادي والتنمية، وتصدرت فنلندا العديد من مؤشرات الأداء الوطني.
كانت فنلندا واحدة من البلدان الـ 11 التي انضمت إلى المرحلة الثالثة من الاتحاد الاقتصادي والنقدي للاتحاد الأوروبي، فتبنت اليورو عملة للبلاد في 1 يناير من العام 1999. سحبت العملة الوطنية «ماركا» واستبدلت بـ اليورو بداية عام 2002.

## أبرز الشركات

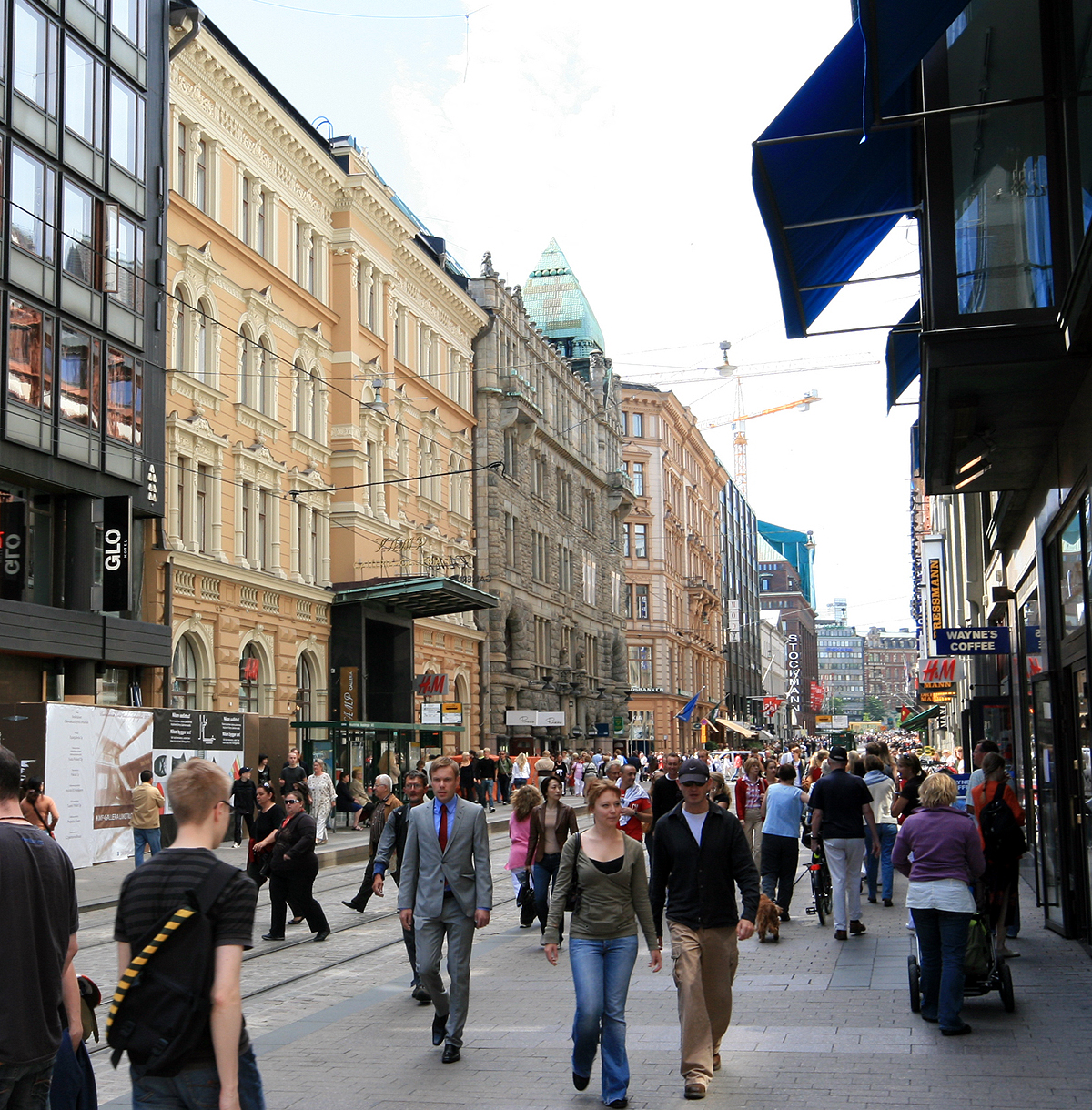
شارع تجاري في هلسنكي.

الشركات البارزة في فنلندا تشمل نوكيا، وهي الشركة الرائدة سابقًا في مجال الاتصالات الهاتفية الجوالة؛ ستورا إينسو، وهي أكبر شركة مصنعة للورق في العالم، نيستي أويل، وهي شركة لتكرير وتسويق النفط، يو بي إم كيميني، وهي ثالث أكبر منتج للورق في العالم، اكير فينيياردز، وهي الشركة المصنعة لأكبر سفن الرحلات البحرية في العالم (مثل ليبيرتي أوف ذا سيز)، روفيو موبايل، وهو مطور ألعاب الفيديو الأكثر شهرة مثل أنغري بيردز، كوني، وهو مصنّع للمصاعد والسلالم المتحركة، وارتسيليا، وهو منتج لمحطات الطاقة ومحركات السفن وغيرها. إضافة إلى ذلك، يقع مقر العديد من شركات التصميم الشمالية في فنلندا، وتشمل هذه المجموعة مجموعة ليتالا المملوكة لشركة فيسكارز، وشركة آرتيك لتصميم الأثاث التي اشتركت في تأسيسها شركة الفار ألتو، وشركة ماريميكو التي اشتهرت بها جاكلين كينيدي أوناسيس. تمتلك فنلندا بأسواق مالية معقدة مقارنة بالكفاءة السائدة في المملكة المتحدة.

## الاستهلاك والدخل
يولد دخل فنلندا قرابة 1.8 مليون عامل في القطاع الخاص، يحققون بالمتوسط 25.1 يورو في الساعة (قبل متوسط الضريبة بنسبة 60%) بحسب أرقام عام 2007. وفقًا لتقرير عام 2003، عمل السكان في المتوسط حوالي 10 سنوات لحساب صاحب العمل نفسه، وحوالي 5 وظائف مختلفة خلال حياتهم. 62% يعملون في المؤسسات الصغيرة والمتوسطة الحجم. كان معدل توظيف الإناث مرتفعًا وكان الفصل بين الجنسين في الخيارات الوظيفية أعلى مما هو عليه في الولايات المتحدة.
يهيمن العجز في المعاش التقاعدي على الالتزامات المستقبلية. بخلاف الوضع في السويد، حيث يمكن لمدخري المعاشات التقاعدية إدارة استثماراتهم، يختار أصحاب العمل في فنلندا صندوق استثمار لمعاشات للموظف. معدل تمويل المعاشات التقاعدية أعلى منه في معظم بلدان منظمة التعاون الاقتصادي والتنمية.

## وصلات خارجية
- Current statistics from Statistics Finland
- Economic indicators from Findicator